# Maifeld (Berlin)

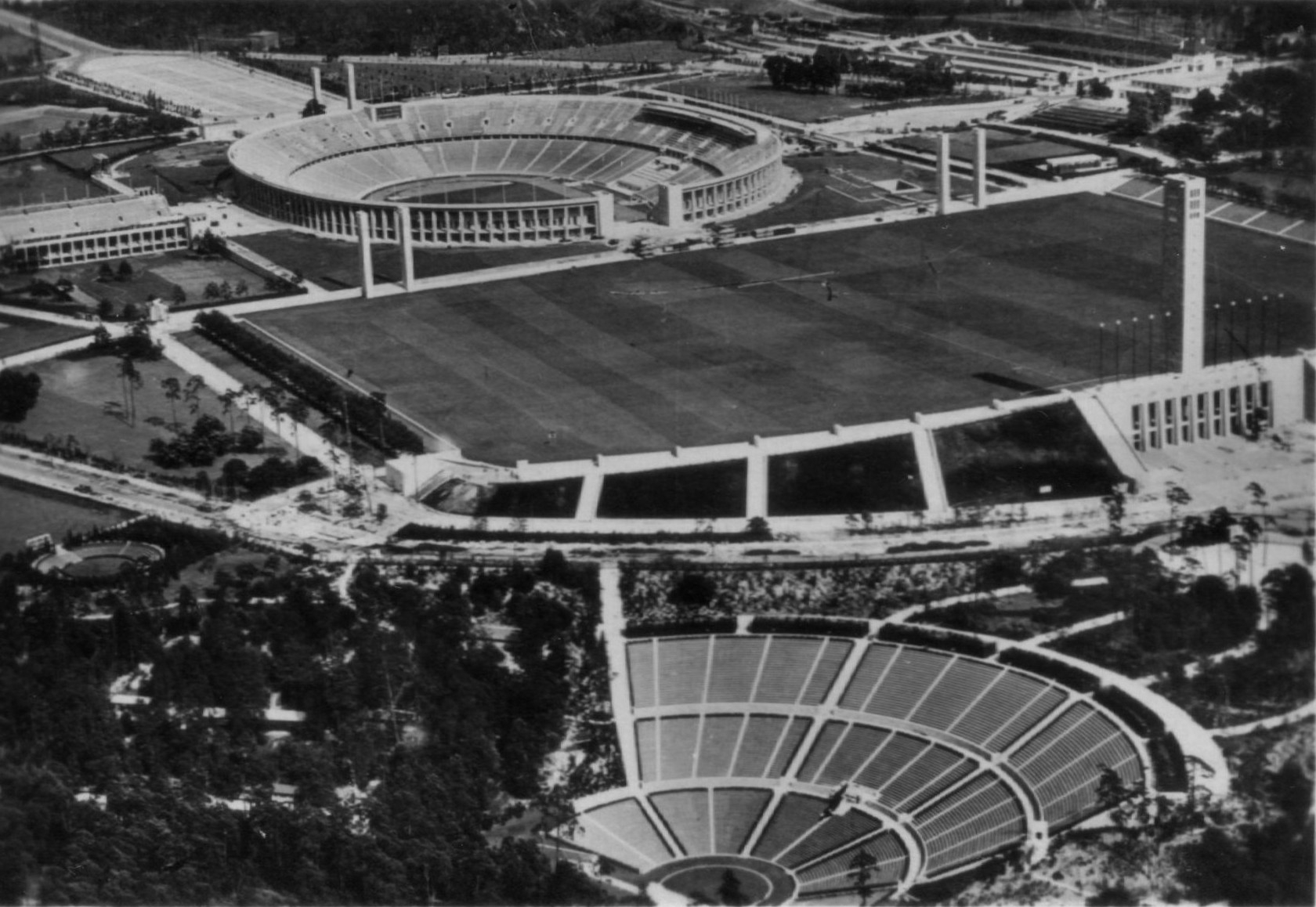
Historische Luftaufnahme über das Olympiagelände, in der Mitte das Maifeld

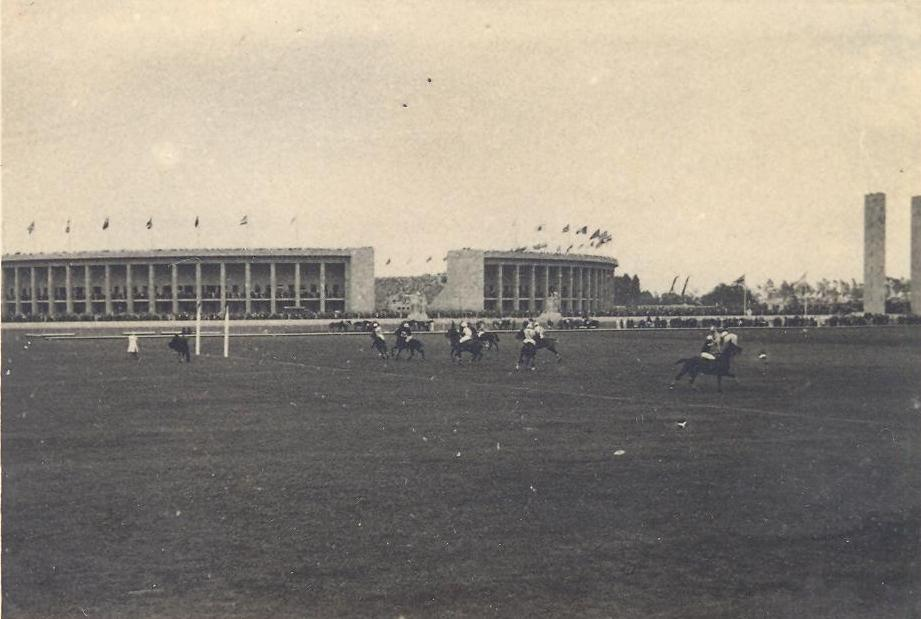
Olympisches Poloturnier auf dem Maifeld (1936)

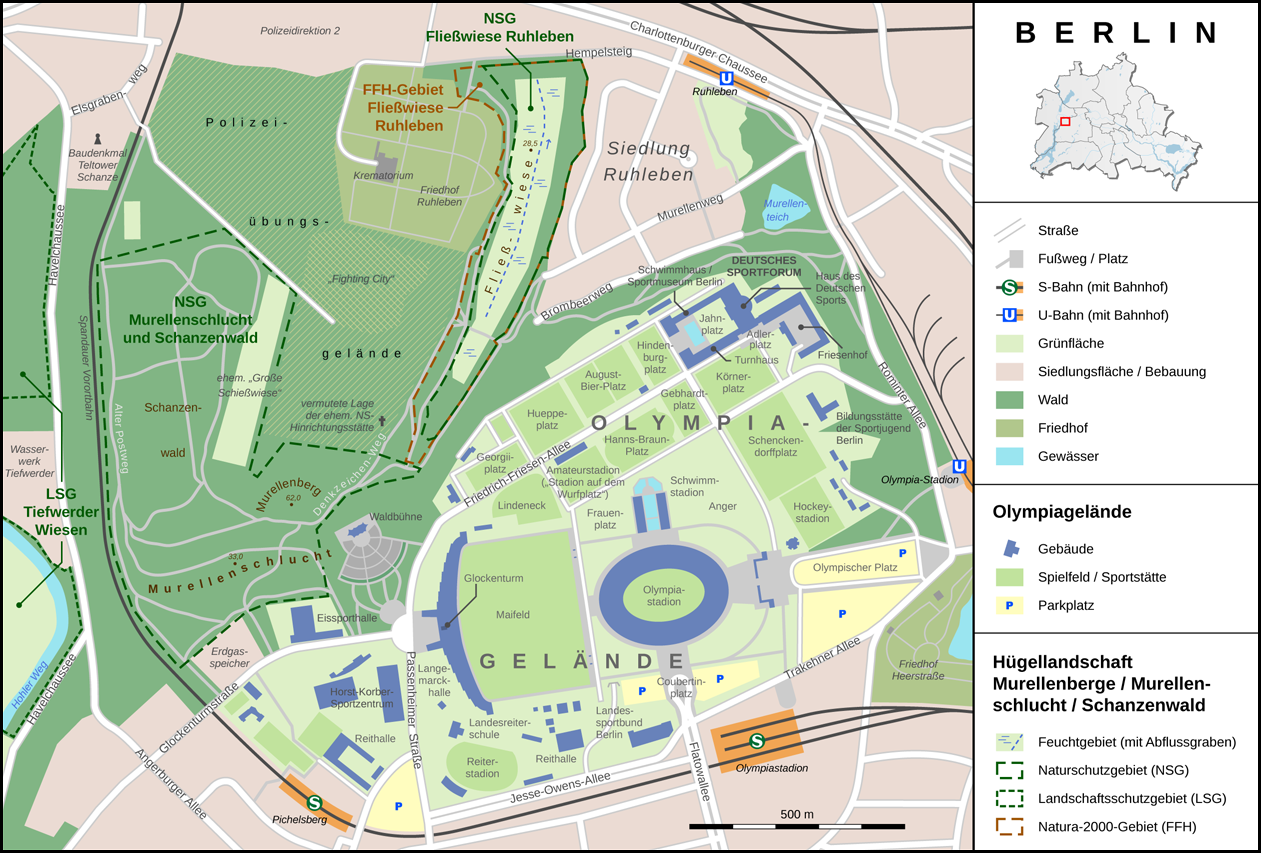
Lage des Maifeldes auf dem Berliner Olympiagelände

Das Maifeld im Berliner Ortsteil Westend ist eine große Sportrasenfläche unmittelbar westlich des Olympiastadions mit einer vom Glockenturm abgehenden Tribüne. Es ist eine der größten umschlossenen und nicht öffentlich zugänglichen Rasenflächen im Land Berlin und wird vom Olympiapark Berlin bewirtschaftet.

## Geschichte

### Nutzung in der Zeit des Nationalsozialismus
Das Maifeld wurde 1936 fertiggestellt und war von den Nationalsozialisten als Platz für die Mai-Aufmärsche und andere propagandistische Veranstaltungen vorgesehen.

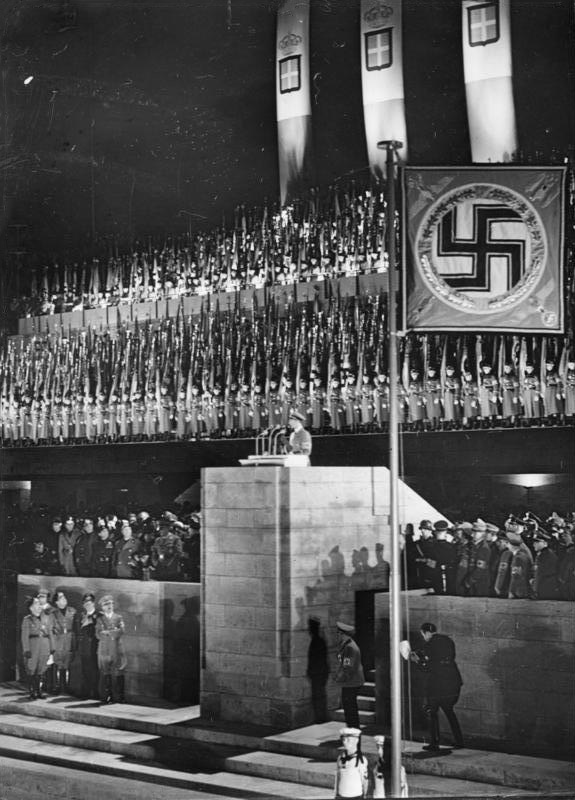
Beim Deutschlandbesuch Mussolinis am 28. September 1937 spricht Joseph Goebbels auf dem Maifeld.

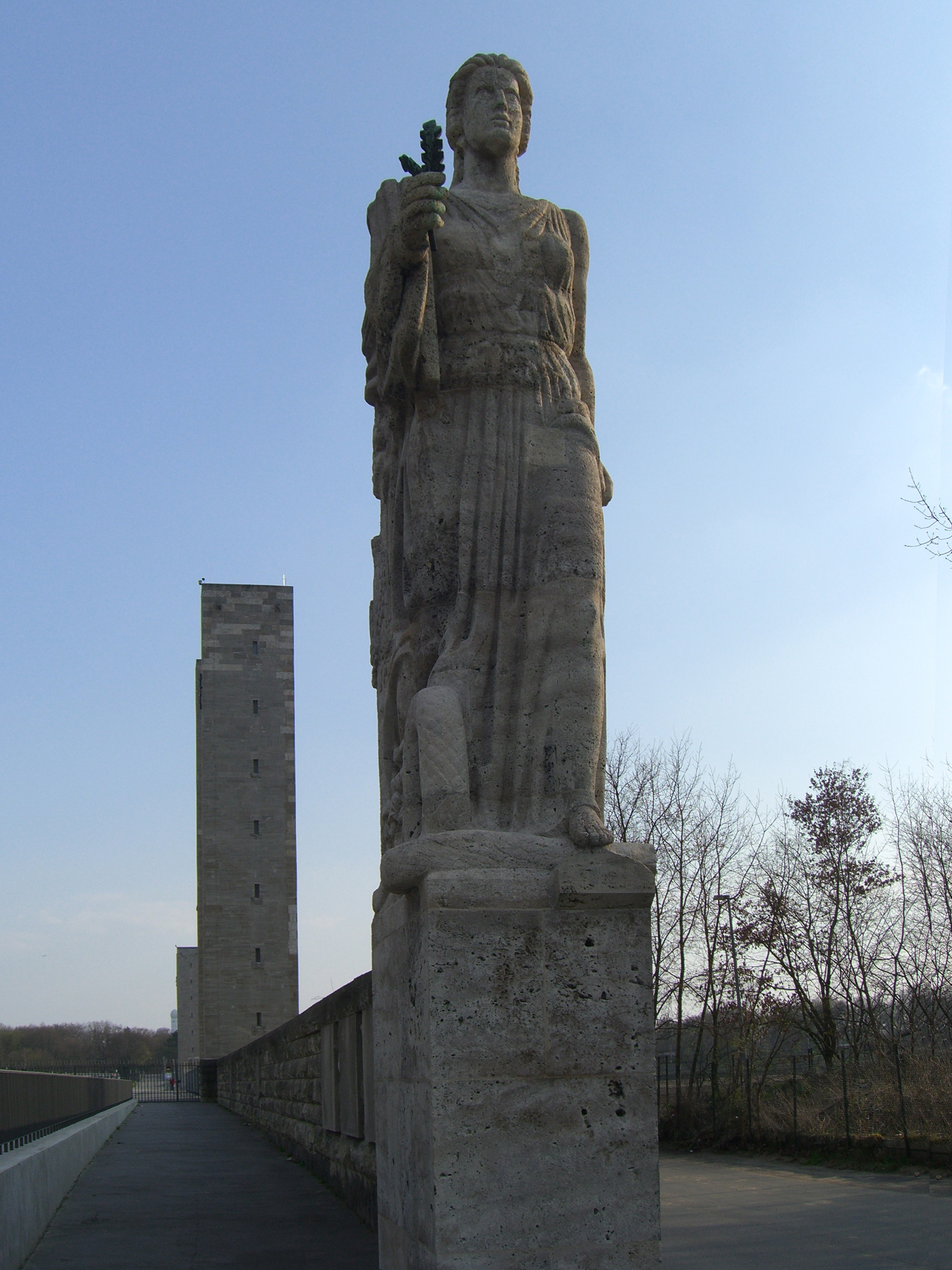
Statue Deutsche Nike von Willy Meller (1936) auf dem Olympiagelände in Berlin; im Hintergrund die 36 Meter hohen Friesen-, Sachsen-, Franken- und Schwabentürme mit Ausrichtung zum Maifeld

Das Maifeld ist 112.000 m² groß und war für bis zu 250.000 Besucher konzipiert. Die Tribünen bieten noch einmal Platz für 60.000 Zuschauer. Es gehörte zum Reichssportfeld der Olympischen Sommerspiele 1936. Während der Sommerspiele 1936 fanden Polowettbewerbe und Dressurwettkämpfe der Reiter sowie eine Vorführung von 20.000 Berliner Schulkindern auf dem Maifeld statt.
Das Maifeld wurde von den Nationalsozialisten nur selten für Großaufmärsche genutzt, für die es ursprünglich konzipiert worden war. Beim Deutschlandbesuch Mussolinis im September 1937 hatte es seinen großen Auftritt. Am 28. September sprachen Goebbels, Hitler und Mussolini (in deutscher Sprache) vor einer riesigen Zuhörerschaft auf dem Maifeld. Hitler selbst nannte in seiner Rede die Zahl von einer Million, heutige Autoren nennen Zahlen von ca. 700.000 Teilnehmern an der Großkundgebung.

### Nutzung durch die Britischen Streitkräfte
Von 1953 bis 1994 war es Teil des Hauptquartiers der Britischen Streitkräfte in Berlin, das durch Kräfte der 248 German Security Unit geschützt wurde. Hier fanden bis 1994 die alljährlichen – von tausenden von Berlinern besuchten – Geburtstagsparaden der britischen Truppen für Königin Elisabeth II. statt. Das Maifeld gehörte zum Areal der britischen Truppen, die hier Cricket-, Rugby-, Polo- und andere Wettkämpfe veranstalteten. Zudem fanden hier mehrmals Rockkonzerte statt, zum Beispiel von Genesis, Pink Floyd und Tina Turner.

## Nutzung für Sportereignisse

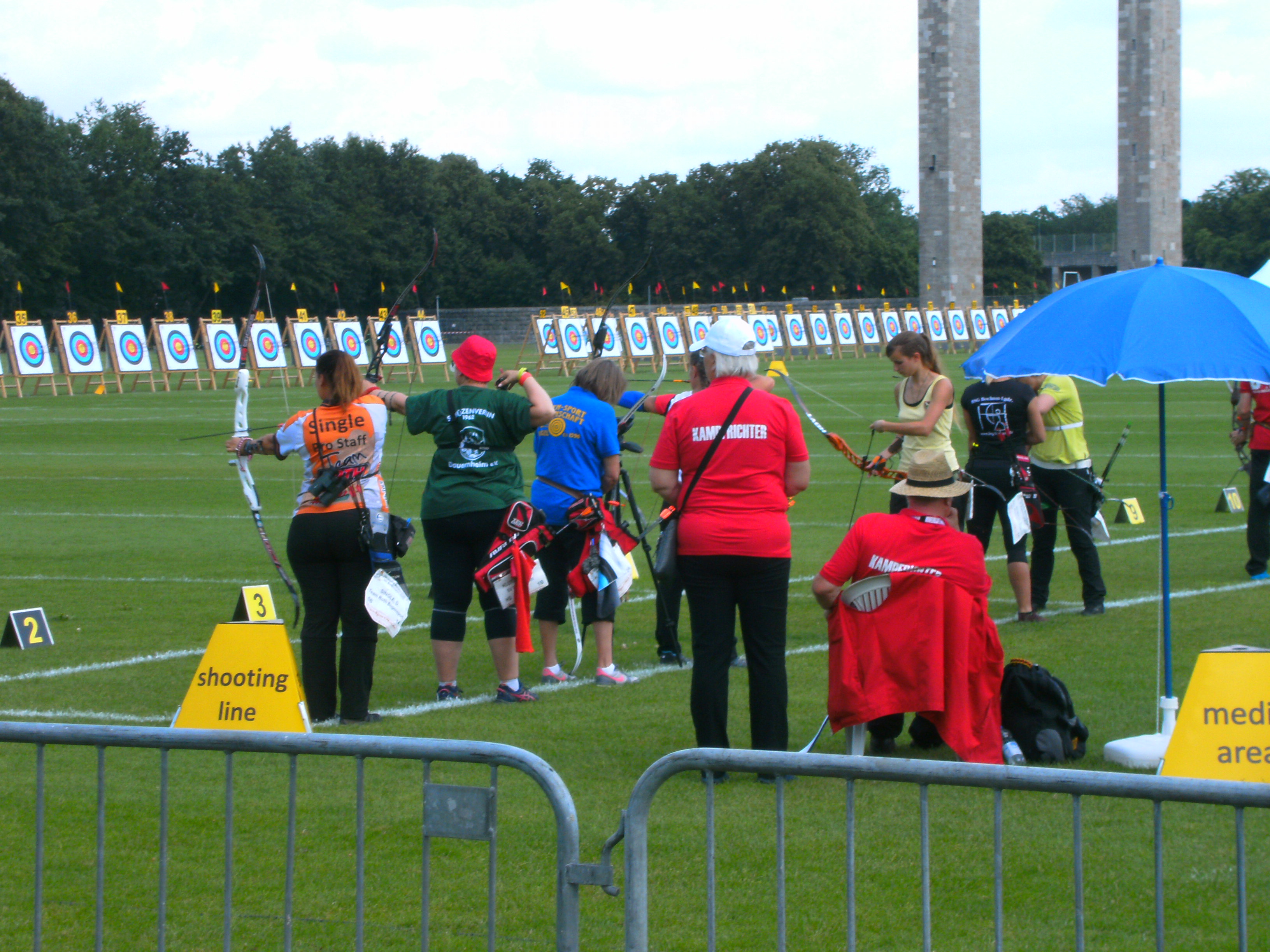
Glockenturm Berlin/Ausgang Maifeld: Sicht auf die Bogenschützen auf dem Maifeld

Nach Abzug der britischen Truppen finden auf dem Maifeld wechselnde Sportturniere, insbesondere Footballspiele und Polo sowie andere Großveranstaltungen statt. Bei Bedarf wird das Maifeld regelmäßig als Logistikfläche zur Erweiterung der Kapazitäten des Olympiastadions herangezogen, beispielsweise während der Fußball-Weltmeisterschaft 2006 für das provisorische Pressezentrum (Zeltstadt) sowie beim alljährlichen DFB-Pokalfinale für zusätzliche VIP-Bereiche.
Bis Mitte der Saison 2005/2006 trug der jüdische Berliner Landesligaklub TuS Makkabi Berlin seine Heimspiele auf einem Teil der Rasenfläche aus. Im Jahr 2008 haben die Berlin Crocodiles, eine Mannschaft der Australian Football League Germany, ihre Heimspiele auf dem Maifeld ausgetragen. Seit 2012 dient das Maifeld in erster Linie als Spielstätte der Berliner Cricketvereine.
Seit 2012 wird von den Freiwilligen des Berliner Rugby Club 1926 e. V. (BRC 1926) jedes Jahr im Herbst das internationale Fritz-Feyerherm-Rugby-Turnier organisiert. Es ist eine zweitägige Veranstaltung für Rugby-Nachwuchsmannschaften aus ganz Deutschland und Europa, der auf dem Maifeld ausgetragen wird.

## Besonderheiten
Am 21. März 2013 kam es zu einem Flugunfall im Zuge einer Großübung, bei der zwei Polizeihubschrauber auf dem Maifeld kollidierten und es so zu einem Todesopfer und mehreren Verletzten kam.
Alljährlich im September ist das Maifeld Austragungsort des internationalen Feuerwerks-Championats Pyronale.